# Maria Olszewska (polityk)
Maria Olszewska (ur. 14 kwietnia 1948 w Iskrzyni, zm. 14 września 1995) – polska polityk i administratywistka, posłanka na Sejm II kadencji.

## Życiorys
Z wykształcenia administratywistka. Ukończyła w 1984 studia na Wydziale Prawa i Administracji Uniwersytetu Marii Curie-Skłodowskiej (filii w Rzeszowie). W 1993 została wybrana do Sejmu II kadencji z listy Polskiego Stronnictwa Ludowego w okręgu krośnieńskim, w trakcie której zmarła. Jej miejsce w Sejmie zajął Stanisław Fal.